# Begoña Urquijo
Begoña de Urquijo y Eulate (Bilbao, 1 de septiembre de 1930-Madrid, 14 de noviembre de 2007) fue una empresaria y política conservadora española, miembro de Alianza Popular, partido del que fue tesorera y vicepresidenta nacional.

## Biografía
Perteneciente a la alta sociedad vasca de Madrid, era nieta del iii marqués de Urquijo y i de Bolarque e hija única de José María de Urquijo y Landecho, consejero del Banco Urquijo y del Banco Hispanoamericano y presidente de Energía e Industrias Aragonesas,  y de Concepción Eulate  de la Mata.
Casó el 12 de febrero de 1956 con el hacendado y ganadero Ramón Pérez de Herrasti y Narváez, grande de España, marqués de Albayda y conde de Padul con quien tuvo seis hijos.
Muy implicada en el respaldo que proporcionó su familia a Manuel Fraga, a mediados de 1979 entró en política formando parte del comité del partido en Madrid -que tras ser aprobada la Constitución española de 1978 y la autonomía de la Comunidad de Madrid se convirtió en regional- que presidió José María Ruiz Gallardón y después  formó parte del Comité Ejecutivo Nacional de Alianza Popular, a finales de ese mismo año, como tesorera nacional, aunque el tesorero de hecho era José María Merino Luengo. Fue época de renovación en AP donde se impusieron los constitucionalistas, componían la ejecutiva nacional personalidades como Jesús Pérez Bilbao (1.º presidente de AP en el País Vasco); Juan Antonio Montesinos (ídem Comunidad Valenciana), Abel Matutes  integrado entonces en la federación de AP o el presidente del Comité Electoral Nacional Luis Ortiz Álvarez entre otros. 
Después fue vicepresidenta nacional de AP y se integró en el departamento de Promoción de la Mujer con Isabel Tocino y definitiva fue su intervención en el traslado del partido a la “nueva sede” de Génova 13.
A principios de 1986 participó en la creación del premio «El pensamiento liberal-conservador» y también ese año volvería a ser tesorera nacional. Tras las elecciones generales en 1987 el Tribunal de Cuentas denunció un problema de unos gastos sin justificar durante la campaña, tanto para la Coalición Popular como para el PSOE y el resto de formaciones,  y Urquijo con su equipo los resolvió satisfactoriamente. Apoyó también a Fraga en su decisión de presentarse en las elecciones autonómicas gallegas.
Con  Antonio Hernández Mancha al frente de AP se integró en el Comité de Conflictos y Disciplina del partido donde tuvo que lidiar con el asunto de Juan de Arespacochaga y su sanción y le pudo más el hecho de que el senador fuera antiguo amigo de la familia Urquijo, que sus propios ideales políticos por lo que se abstuvo y fue criticada por ello.
Abandonó la política activa después de que Fraga, tras liderar la refundación de AP en el Partido Popular, cediera la presidencia a José María Aznar cuyo abuelo, Manuel Aznar Zubigaray, había sido consejero del Banco Urquijo.
Falleció a los 77 años; era tía de Pedro Morenés, secretario de Estado con Aznar y ministro de Defensa con Mariano Rajoy, y suegra del eurodiputado coartífice de la Constitución Europea y ministro de Educación con Rajoy Íñigo Méndez de Vigo.